# Álvaro Bautista
Álvaro Bautista Arce (Talavera de la Reina, 21 novembre 1984) è un pilota motociclistico spagnolo, campione del mondo della classe 125 nel 2006 e della Superbike nel 2022 e nel 2023.

## Carriera

### Motomondiale
Esordisce nella classe 125 del motomondiale nel 2002, correndo tre Gran Premi come wildcard con un'Aprilia, ma senza ottenere punti, infatti il suo miglior risultato è un ventitreesimo posto nel Gran Premio motociclistico della Comunità Valenciana. Nel 2003 diventa pilota titolare del team Seedorf Racing, con compagno di squadra Christopher Martin, ottenendo come miglior risultato un quarto posto in Australia e terminando la stagione 20º con 31 punti. Nello stesso anno si laurea campione nazionale nella classe 125.
Nel 2004 ottiene un secondo posto in Gran Bretagna e tre terzi posti (Qatar, Malesia e Comunità Valenciana) e termina la stagione al 7º posto con 129 punti. In questa stagione il suo compagno di squadra è stato Héctor Barberá. Nel 2005 resta nello stesso team, con compagno di squadra Aleix Espargaró, ma passa a guidare motociclette della Honda, ottenendo come miglior risultato un quarto posto nei Paesi Bassi e terminando la stagione 15º con 47 punti. Nel 2006 ha corso in classe 125, nel Master-MVA Aspar, team della Aprilia con i connazionali Héctor Faubel, Sergio Gadea, Mateo Túnez e con l'italiano Mattia Pasini. Alla fine dell'anno si è laureato campione del mondo della 125 con 338 punti frutto di 8 vittorie (Spagna, Qatar, Catalogna, Gran Bretagna, Repubblica Ceca, Malesia, Australia e Portogallo), 4 secondi posti (Turchia, Italia, Germania e Giappone) e 2 terzi posti (Cina e Paesi Bassi). Ha ottenuto anche otto pole position (Qatar, Turchia, Catalogna, Gran Bretagna, Malesia, Giappone, Portogallo e Comunità Valenciana).

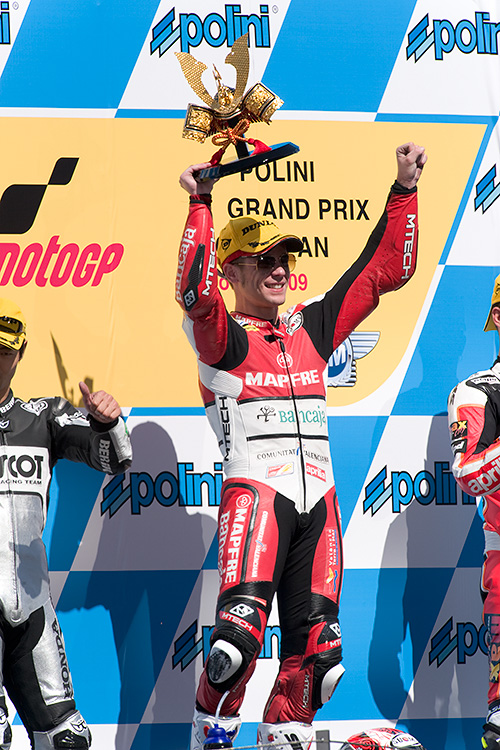
Bautista vittorioso sul podio al termine del Gran Premio del Giappone 2009 della classe 250.

Nel 2007 ha deciso per il salto di categoria nella classe 250 a bordo sempre di una Aprilia e sempre nello stesso team, con compagno di squadra Alex De Angelis, ottenendo due vittorie (Italia e Portogallo), tre secondi posti (Spagna, Cina e Australia), due terzi posti (Turchia e Paesi Bassi) e una pole position in Italia e terminando la stagione 4º con 181 punti. Nel 2008 ottiene quattro vittorie (Portogallo, Paesi Bassi, San Marino e Malesia), quattro secondi posti (Catalogna, Repubblica Ceca, Giappone e Australia), tre terzi posti (Gran Bretagna, Germania e Comunità Valenciana) e cinque pole position (Spagna, Cina, Catalogna, Gran Bretagna e Paesi Bassi) e termina la stagione 2º con 244 punti. In questa stagione il suo compagno di squadra è stato Héctor Faubel. Nel 2009 ottiene due vittorie (Giappone e Catalogna), tre secondi posti (Spagna, Gran Bretagna e Comunità Valenciana), cinque terzi posti (Italia, Germania, Repubblica Ceca, Indianapolis e San Marino) e tre pole position (Qatar, Francia e Italia) e termina la stagione 4º con 218 punti. Il 16 agosto durante il GP di Brno, Bautista nel giro d'onore impenna per festeggiare e cade rovinosamente.
Per il motomondiale 2010 passa alla MotoGP, ingaggiato dal team Rizla Suzuki a fianco di Loris Capirossi. Ottiene come miglior risultato due quinti posti (Catalogna e Malesia) e termina la stagione al 13º posto con 85 punti. In questa stagione è costretto a saltare il GP di Francia per infortunio. Nel 2011 rimane nello stesso team, questa volta senza un compagno di squadra. Ottiene come miglior risultato un quinto posto in Gran Bretagna e termina la stagione al 13º posto con 67 punti. È costretto a saltare i Gran Premi di Qatar e Spagna per la frattura del femore sinistro rimediata nelle prove libere del GP del Qatar. Nel 2012 passa a correre con la Honda RC213V del team Gresini Racing, con compagno di squadra Michele Pirro, che però guida una CRT. Al GP di Silverstone ottiene la sua prima pole position in MotoGP. Giunge terzo nel Gran Premio di San Marino ottenendo il suo primo podio nella classe regina. Giunge terzo anche in Giappone. Conclude la stagione al 5º posto con 178 punti. Nel 2013 rimane nello stesso team, questa volta con compagno di squadra Bryan Staring, che guida una CRT. Ottiene come miglior risultato tre quarti posti (Stati Uniti, Aragona e Giappone e termina la stagione al 6º posto con 171 punti.
Nel 2014 rimane nello stesso team, con compagno di squadra Scott Redding, che guida una Open. Ottiene un terzo posto in Francia e termina la stagione all'11º posto con 89 punti. Nel 2015, in virtù dell'accordo tra il team Gresini e Aprilia Racing, passa alla guida di una Aprilia RS-GP; il suo compagno di squadra è Marco Melandri. Chiude la stagione al sedicesimo posto in classifica con 31 punti. Nel 2016 rimane nello stesso team, con compagno di squadra Stefan Bradl (che già l'anno prima aveva preso il posto di Melandri). Ottiene come miglior risultato due settimi posti (Giappone e Malesia) e termina la stagione al 12º posto con 82 punti. Nel 2017 passa alla Ducati Desmosedici del Pull&Bear Aspar; il compagno di squadra è il ceco Karel Abraham. Ottiene come miglior risultato un quarto posto in Argentina e termina la stagione al 12º posto con 75 punti. Nel 2018 rimane nello stesso team, rinominato Ángel Nieto Team. In Australia corre per il team ufficiale in sostituzione dell'infortunato Jorge Lorenzo. Ha ottenuto come miglior risultato un quarto posto in Australia e concluso la stagione al 12º posto con 105 punti.
Nel 2023 torna in pista con Aruba.it Racing - Ducati per una wild card nel Gran Premio di Malesia concludendo la gara al 17º posto, a causa però di un problema fisico al collo, che si è procurato durante i test della settimana precedente al gran premio.

### Mondiale Superbike

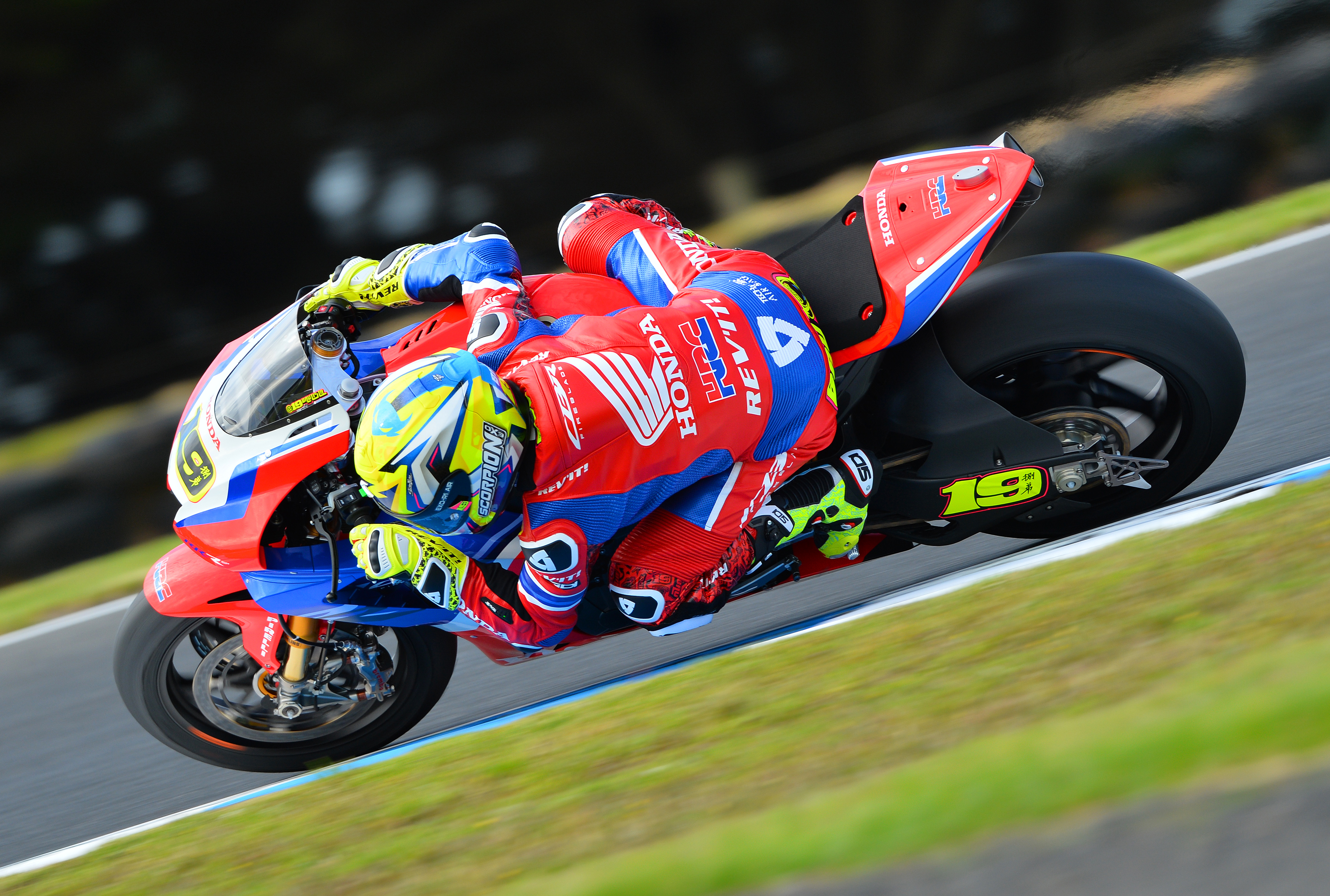
Bautista su Honda CBR 1000RR nel Gran Premio di superbike di Phillip Island 2020.

Dopo 17 stagioni corse nel motomondiale, nel 2019 si trasferisce nel campionato mondiale Superbike con una Ducati Panigale V4 R del team Aruba.it Racing - Ducati. Nella gara d'esordio, il GP di Phillip Island, vince tutte e tre le gare previste in programma nel fine settimana. Ottiene sedici successi in totale rimanendo in corsa per il titolo fino al Gran Premio di Francia. Chiude la stagione al secondo posto in classifica,a causa di svariate cadute,che nel finale di stagione gli hanno precluso la conquista del titolo.
Nel 2020 lascia il team Aruba.it Racing - Ducati per passare al team HRC, che schiera in griglia le Honda CBR1000RR-R. Il compagno di squadra è Leon Haslam. Ottiene un podio in stagione e termina al nono posto in classifica mondiale. Nel 2021 gareggia con lo stesso team e lo stesso compagno di squadra della stagione precedente. Conquista altri due piazzamenti a podio e chiude la stagione al decimo posto in classifica.
Il 24 agosto 2021 firma un contratto con Aruba.it Racing - Ducati per il 2022 e ritorna in sella alla Ducati, il compagno di squadra è Michael Ruben Rinaldi. Alla fine della stagione, in cui vince sedici gare, consegue il titolo di Campione del Mondo della Superbike, dopo averlo già sfiorato sulla stessa Ducati nel 2019. Bautista diventa così il terzo pilota nella storia a vincere un titolo sia in una categoria del Motomondiale che in Superbike, dopo John Kocinski e Max Biaggi.
Il 2023, terzo anno con Ducati, vede lo spagnolo iniziare con quindici vittorie nelle prime sedici prove. Nella seconda parte di stagione, a cavallo tra i Gran Premi di Most e Magny-Cours, Toprak Razgatlıoğlu riesce a ricucire il divario in termine di punti portandolo al di sotto di cinquanta. Con otto vittorie consecutive a fine campionato Bautista si conferma campione del mondo. Nel 2024 prosegue con Ducati, il nuovo compagno di squadra è l'esordiente Nicolò Bulega. Complice l'introduzione delle norme legate al peso minimo di moto e pilota sommati, non riesce a ripetere le prestazioni delle due annate precedenti. Con diciotto piazzamenti a podio, tra cui quattro vittorie, chiude al terzo posto in campionato.

## Impegni umanitari
Bautista è membro dell'associazione umanitaria Riders for Health e nel novembre 2011 si reca in Zambia per prendere parte ad un progetto di questa organizzazione.

## Risultati in gara

### Motomondiale

#### Classe 125
| 2002 | Classe | Moto    |  |  |    |  |  |     |  |  |  |  |  |  |  |  |  |    |  | Punti | Pos. |
| ---- | ------ | ------- |  |  | -- |  |  | --- |  |  |  |  |  |  |  |  |  | -- |  | ----- | ---- |
| 2002 | 125    | Aprilia |  |  | 25 |  |  | Rit |  |  |  |  |  |  |  |  |  | 23 |  | 0     |      |

| 2003 | Classe | Moto    |    |    |    |     |    |    |     |    |     |    |    |    |    |    |   |   |  | Punti | Pos. |
| ---- | ------ | ------- | -- | -- | -- | --- | -- | -- | --- | -- | --- | -- | -- | -- | -- | -- | - | - |  | ----- | ---- |
| 2003 | 125    | Aprilia | 18 | 25 | 17 | Rit | 28 | 28 | Rit | 14 | Rit | 16 | 15 | 16 | 12 | 15 | 4 | 6 |  | 31    | 20º  |

| 2004 | Classe | Moto    |   |     |   |     |   |    |   |   |   |    |   |     |   |   |   |   |  | Punti | Pos. |
| ---- | ------ | ------- | - | --- | - | --- | - | -- | - | - | - | -- | - | --- | - | - | - | - |  | ----- | ---- |
| 2004 | 125    | Aprilia | 9 | Rit | 9 | Rit | 6 | 16 | 9 | 7 | 2 | 13 | 5 | Rit | 3 | 3 | 9 | 3 |  | 129   | 7º   |

| 2005 | Classe | Moto  |     |   |    |     |    |    |   |    |     |     |    |   |    |    |    |    |    | Punti | Pos. |
| ---- | ------ | ----- | --- | - | -- | --- | -- | -- | - | -- | --- | --- | -- | - | -- | -- | -- | -- | -- | ----- | ---- |
| 2005 | 125    | Honda | Rit | 7 | 17 | Rit | 12 | 14 | 4 | NE | Rit | Rit | 12 | 9 | 26 | 22 | 16 | 12 | 12 | 47    | 15º  |

| 2006 | Classe | Moto    |   |   |   |   |   |   |   |   |   |   |    |   |   |   |   |   |   | Punti | Pos. |
| ---- | ------ | ------- | - | - | - | - | - | - | - | - | - | - | -- | - | - | - | - | - | - | ----- | ---- |
| 2006 | 125    | Aprilia | 1 | 1 | 2 | 3 | 4 | 2 | 1 | 3 | 1 | 2 | NE | 1 | 1 | 1 | 2 | 1 | 4 | 338   | 1º   |

| Legenda | 1º posto        | 2º posto            | 3º posto            | A punti      | Senza punti        | Grassetto – Pole position Corsivo – Giro più veloce |
| Legenda | Gara non valida | Non qual./Non part. | Ritirato/Non class. | Squalificato | '-' Dato non disp. | Grassetto – Pole position Corsivo – Giro più veloce |

#### Classe 250
| 2007 | Classe | Moto    |     |   |   |   |   |   |   |     |   |    |    |   |   |   |    |   |     |     | Punti | Pos. |
| ---- | ------ | ------- | --- | - | - | - | - | - | - | --- | - | -- | -- | - | - | - | -- | - | --- | --- | ----- | ---- |
| 2007 | 250    | Aprilia | Rit | 2 | 3 | 2 | 8 | 1 | 5 | Rit | 3 | 17 | NE | 5 | 8 | 1 | 15 | 2 | Rit | Rit | 181   | 4º   |

| 2008 | Classe | Moto    |   |     |   |    |    |     |   |   |   |   |    |   |   |    |   |   |   |   | Punti | Pos. |
| ---- | ------ | ------- | - | --- | - | -- | -- | --- | - | - | - | - | -- | - | - | -- | - | - | - | - | ----- | ---- |
| 2008 | 250    | Aprilia | 6 | Rit | 1 | 12 | 14 | Rit | 2 | 3 | 1 | 3 | NE | 2 | 1 | AN | 2 | 2 | 1 | 3 | 244   | 2º   |

| 2009 | Classe | Moto    |   |   |   |   |   |   |     |    |   |   |   |   |   |     |    |     |   |  | Punti | Pos. |
| ---- | ------ | ------- | - | - | - | - | - | - | --- | -- | - | - | - | - | - | --- | -- | --- | - |  | ----- | ---- |
| 2009 | 250    | Aprilia | 7 | 1 | 2 | 4 | 3 | 1 | Rit | NE | 3 | 2 | 3 | 3 | 3 | Rit | 10 | Rit | 2 |  | 218   | 4º   |

| Legenda | 1º posto        | 2º posto            | 3º posto            | A punti      | Senza punti        | Grassetto – Pole position Corsivo – Giro più veloce |
| Legenda | Gara non valida | Non qual./Non part. | Ritirato/Non class. | Squalificato | '-' Dato non disp. | Grassetto – Pole position Corsivo – Giro più veloce |

#### MotoGP
| 2010 | Classe | Moto   |     |    |    |    |    |    |   |     |     |     |   |   |   |   |   |    |    |   |  |  | Punti | Pos. |
| ---- | ------ | ------ | --- | -- | -- | -- | -- | -- | - | --- | --- | --- | - | - | - | - | - | -- | -- | - |  |  | ----- | ---- |
| 2010 | MotoGP | Suzuki | Rit | 10 | NP | 14 | 12 | 14 | 5 | Rit | Rit | Rit | 8 | 8 | 8 | 7 | 5 | 12 | 11 | 9 |  |  | 85    | 13º  |

| 2011 | Classe | Moto   |    |     |    |    |    |   |    |    |   |     |     |   |   |   |     |     |    |     |  |  | Punti | Pos. |
| ---- | ------ | ------ | -- | --- | -- | -- | -- | - | -- | -- | - | --- | --- | - | - | - | --- | --- | -- | --- |  |  | ----- | ---- |
| 2011 | MotoGP | Suzuki | NP | Inf | 13 | 12 | 12 | 5 | 11 | 13 | 7 | Rit | Rit | 6 | 8 | 6 | Rit | Rit | AN | Rit |  |  | 67    | 13º  |

| 2012 | Classe | Moto  |   |   |   |    |   |   |     |   |    |   |   |   |   |   |   |   |   |   |  |  | Punti | Pos. |
| ---- | ------ | ----- | - | - | - | -- | - | - | --- | - | -- | - | - | - | - | - | - | - | - | - |  |  | ----- | ---- |
| 2012 | MotoGP | Honda | 7 | 6 | 6 | 10 | 6 | 4 | Rit | 7 | 10 | 8 | 5 | 6 | 3 | 6 | 3 | 6 | 5 | 4 |  |  | 178   | 5º   |

| 2013 | Classe | Moto  |   |   |   |   |     |     |   |   |   |   |   |   |   |   |   |   |   |   |  |  | Punti | Pos. |
| ---- | ------ | ----- | - | - | - | - | --- | --- | - | - | - | - | - | - | - | - | - | - | - | - |  |  | ----- | ---- |
| 2013 | MotoGP | Honda | 6 | 8 | 6 | 6 | Rit | Rit | 7 | 5 | 4 | 6 | 5 | 5 | 7 | 4 | 5 | 5 | 4 | 5 |  |  | 171   | 6º   |

| 2014 | Classe | Moto  |     |     |     |   |   |   |     |   |   |     |    |     |   |   |    |   |     |    |  |  | Punti | Pos. |
| ---- | ------ | ----- | --- | --- | --- | - | - | - | --- | - | - | --- | -- | --- | - | - | -- | - | --- | -- |  |  | ----- | ---- |
| 2014 | MotoGP | Honda | Rit | Rit | Rit | 6 | 3 | 8 | Rit | 7 | 9 | Rit | 10 | Rit | 8 | 7 | 10 | 6 | Rit | 16 |  |  | 89    | 11º  |

| 2015 | Classe | Moto    |     |    |    |    |    |    |    |    |    |    |    |    |    |    |    |    |    |    |  |  | Punti | Pos. |
| ---- | ------ | ------- | --- | -- | -- | -- | -- | -- | -- | -- | -- | -- | -- | -- | -- | -- | -- | -- | -- | -- |  |  | ----- | ---- |
| 2015 | MotoGP | Aprilia | Rit | 15 | 19 | 15 | 15 | 14 | 10 | 17 | 14 | 18 | 13 | 10 | 15 | 13 | 16 | 14 | 15 | 14 |  |  | 31    | 16º  |

| 2016 | Classe | Moto    |    |    |    |     |   |     |   |     |    |    |    |    |    |   |   |    |   |    |  |  | Punti | Pos. |
| ---- | ------ | ------- | -- | -- | -- | --- | - | --- | - | --- | -- | -- | -- | -- | -- | - | - | -- | - | -- |  |  | ----- | ---- |
| 2016 | MotoGP | Aprilia | 13 | 10 | 11 | Rit | 9 | Rit | 8 | Rit | 10 | 16 | 16 | 10 | 10 | 9 | 7 | 12 | 7 | 10 |  |  | 82    | 12º  |

| 2017 | Classe | Moto   |     |   |    |     |     |   |   |     |   |     |   |    |    |   |     |    |    |     |  |  | Punti | Pos. |
| ---- | ------ | ------ | --- | - | -- | --- | --- | - | - | --- | - | --- | - | -- | -- | - | --- | -- | -- | --- |  |  | ----- | ---- |
| 2017 | MotoGP | Ducati | Rit | 4 | 15 | Rit | Rit | 5 | 7 | Rit | 6 | Rit | 8 | 10 | 12 | 8 | Rit | 17 | 11 | Rit |  |  | 75    | 12º  |

| 2018 | Classe | Moto   |    |    |    |   |     |   |   |   |   |   |    |    |   |     |   |   |   |   |     |  | Punti | Pos. |
| ---- | ------ | ------ | -- | -- | -- | - | --- | - | - | - | - | - | -- | -- | - | --- | - | - | - | - | --- |  | ----- | ---- |
| 2018 | MotoGP | Ducati | 13 | 16 | 15 | 8 | Rit | 9 | 9 | 9 | 5 | 9 | 10 | AN | 9 | Rit | 8 | 5 | 4 | 7 | Rit |  | 105   | 12º  |

| 2023 | Classe | Moto   |  |  |  |  |  |  |  |  |  |  |  |  |  |  |  |  |  |    |  |  | Punti | Pos. |
| ---- | ------ | ------ |  |  |  |  |  |  |  |  |  |  |  |  |  |  |  |  |  | -- |  |  | ----- | ---- |
| 2023 | MotoGP | Ducati |  |  |  |  |  |  |  |  |  |  |  |  |  |  |  |  |  | 17 |  |  | 0     |      |

| Legenda | 1º posto        | 2º posto            | 3º posto            | A punti      | Senza punti        | Grassetto – Pole position Corsivo – Giro più veloce |
| Legenda | Gara non valida | Non qual./Non part. | Ritirato/Non class. | Squalificato | '-' Dato non disp. | Grassetto – Pole position Corsivo – Giro più veloce |

### Campionato mondiale Superbike
| 2019 | Moto   |   |   |   |   |   |   |   |   |   |   |    |   |   |   |    |   |   |     |   |   |    |     |   |   |    |    |     |   |   |   |   |   |     |   |   |   |   |   |   |  |  |  | Punti | Pos. |
| ---- | ------ | - | - | - | - | - | - | - | - | - | - | -- | - | - | - | -- | - | - | --- | - | - | -- | --- | - | - | -- | -- | --- | - | - | - | - | - | --- | - | - | - | - | - | - |  |  |  | ----- | ---- |
| 2019 | Ducati | 1 | 1 | 1 | 1 | 1 | 1 | 1 | 1 | 1 | 1 | AN | 1 | 2 | 3 | AN | 1 | 1 | Rit | 3 | 1 | 14 | Rit | 4 | 3 | 17 | NP | Rit | 4 | 2 | 1 | 5 | 5 | Rit | 1 | 2 | 5 | 4 | 2 | 3 |  |  |  | 498   | 2º   |

| 2020 | Moto  |   |    |   |   |    |   |   |    |   |     |   |   |     |   |     |   |     |     |    |    |    |    |   |   |  |  |  |  |  |  |  |  |  |  |  |  |  |  |  |  |  |  | Punti | Pos. |
| ---- | ----- | - | -- | - | - | -- | - | - | -- | - | --- | - | - | --- | - | --- | - | --- | --- | -- | -- | -- | -- | - | - |  |  |  |  |  |  |  |  |  |  |  |  |  |  |  |  |  |  | ----- | ---- |
| 2020 | Honda | 6 | 16 | 6 | 7 | 10 | 8 | 9 | 11 | 5 | Rit | 4 | 3 | Rit | 4 | Rit | 5 | Rit | Rit | 12 | 14 | 15 | 17 | 7 | 5 |  |  |  |  |  |  |  |  |  |  |  |  |  |  |  |  |  |  | 113   | 9º   |

| 2021 | Moto  |     |   |    |   |    |   |   |    |   |   |    |    |     |    |   |   |   |    |     |    |   |   |   |   |   |   |   |   |    |   |     |   |     |     |    |    |   |    |    |  |  |  | Punti | Pos. |
| ---- | ----- | --- | - | -- | - | -- | - | - | -- | - | - | -- | -- | --- | -- | - | - | - | -- | --- | -- | - | - | - | - | - | - | - | - | -- | - | --- | - | --- | --- | -- | -- | - | -- | -- |  |  |  | ----- | ---- |
| 2021 | Honda | Rit | 7 | 11 | 8 | 10 | 7 | 6 | 10 | 8 | 8 | 15 | 10 | Rit | 18 | 5 | 7 | 9 | 10 | Rit | 10 | 8 | 6 | 7 | 6 | 9 | 3 | 4 | 5 | AN | 3 | Rit | 5 | Rit | Rit | 11 | 10 | 7 | AN | 10 |  |  |  | 195   | 10º  |

| 2022 | Moto   |   |   |   |   |   |   |   |   |   |   |   |   |     |   |   |   |   |   |   |   |     |   |   |   |   |   |   |   |   |   |   |   |   |   |   |   |  |  |  |  |  |  | Punti | Pos. |
| ---- | ------ | - | - | - | - | - | - | - | - | - | - | - | - | --- | - | - | - | - | - | - | - | --- | - | - | - | - | - | - | - | - | - | - | - | - | - | - | - |  |  |  |  |  |  | ----- | ---- |
| 2022 | Ducati | 2 | 1 | 1 | 2 | 3 | 1 | 1 | 3 | 2 | 1 | 2 | 1 | Rit | 4 | 2 | 1 | 3 | 2 | 1 | 2 | Rit | 1 | 1 | 1 | 2 | 2 | 1 | 1 | 2 | 1 | 2 | 4 | 2 | 5 | 1 | 1 |  |  |  |  |  |  | 601   | 1º   |

| 2023 | Moto   |   |   |   |   |     |   |   |   |   |   |   |   |   |   |   |   |   |   |   |   |     |    |   |   |    |   |   |     |   |   |   |   |   |   |   |   |  |  |  |  |  |  | Punti | Pos. |
| ---- | ------ | - | - | - | - | --- | - | - | - | - | - | - | - | - | - | - | - | - | - | - | - | --- | -- | - | - | -- | - | - | --- | - | - | - | - | - | - | - | - |  |  |  |  |  |  | ----- | ---- |
| 2023 | Ducati | 1 | 1 | 1 | 1 | Rit | 1 | 1 | 1 | 1 | 1 | 1 | 1 | 1 | 1 | 1 | 1 | 2 | 1 | 1 | 2 | Rit | 12 | 3 | 1 | 10 | 2 | 1 | Rit | 1 | 1 | 1 | 1 | 1 | 1 | 1 | 1 |  |  |  |  |  |  | 628   | 1º   |

| 2024 | Moto   |    |   |   |   |   |   |   |   |   |   |    |   |   |   |   |   |    |     |   |   |    |   |     |    |   |   |   |   |   |   |    |   |   |    |   |     |  |  |  |  |  |  | Punti | Pos. |
| ---- | ------ | -- | - | - | - | - | - | - | - | - | - | -- | - | - | - | - | - | -- | --- | - | - | -- | - | --- | -- | - | - | - | - | - | - | -- | - | - | -- | - | --- |  |  |  |  |  |  | ----- | ---- |
| 2024 | Ducati | 15 | 4 | 2 | 3 | 3 | 1 | 3 | 1 | 2 | 3 | 17 | 3 | 3 | 6 | 5 | 4 | NC | Rit | 2 | 6 | 19 | 2 | Rit | NP | 3 | 6 | 2 | 4 | 1 | 1 | 19 | 3 | 3 | 19 | 9 | Rit |  |  |  |  |  |  | 357   | 3º   |

| 2025 | Moto   |   |    |   |     |   |   |     |   |   |   |   |   |   |   |     |   |   |   |     |   |   |   |   |     |  |  |  |  |  |  |  |  |  |  |  |  |  |  |  |  |  |  | Punti | Pos. |
| ---- | ------ | - | -- | - | --- | - | - | --- | - | - | - | - | - | - | - | --- | - | - | - | --- | - | - | - | - | --- |  |  |  |  |  |  |  |  |  |  |  |  |  |  |  |  |  |  | ----- | ---- |
| 2025 | Ducati | 3 | 19 | 2 | Rit | 3 | 3 | Rit | 3 | 2 | 3 | 3 | 3 | 5 | 5 | Rit | 6 | 5 | 3 | Rit | 4 | 3 | 3 | 3 | Rit |  |  |  |  |  |  |  |  |  |  |  |  |  |  |  |  |  |  | 217   |      |

| Legenda | 1º posto        | 2º posto            | 3º posto           | A punti      | Senza punti        | Grassetto – Pole position Corsivo – Giro più veloce |
| Legenda | Gara non valida | Non qual./Non part. | Ritirato/Non class | Squalificato | '-' Dato non disp. | Grassetto – Pole position Corsivo – Giro più veloce |